# Ирисова, Наталия Александровна
Наталия Александровна Ирисова (1922—2009) — советский и российский учёный-физик, специалист в области квантовой электроники, доктор физико-математических наук (1981), профессор (1981). Лауреат Государственной премии СССР в области науки и техники (1980).

## Биография
Родилась 18 мая 1922 года в Москве. Мать Ирисова (Флинк) Валентина Александровна. Отец Ирисов Александр Сергеевич. Отчим — Борис Алексеевич Введенский.
С 1942 года в период Великой Отечественной войны будучи в эвакуации в Казани, Н. А. Ирисова работала в качестве лаборанта в лаборатории диэлектриков под руководством Б. М. Вула в Физическом институте АН СССР, который был эвакуирован из Москвы в Казань. Лаборатория занималась разработкой высокочастотных керамических конденсаторов. Войсковым радиостанциям были необходимы конденсаторы с очень малым температурным коэффициентом ёмкости, большой механической прочностью и стабильностью.
С 1940 по 1947 годы обучалась на физическом факультете Московского государственного университета. Будучи студенткой, являлась старостой группы физического факультета МГУ и помогала в 1944 году озвучить последние лекции академика Л. И. Мандельштама по просьбе С. М. Рытова.
С 1947 года Н. А. Ирисова работала в Лаборатории колебаний Физического института АН СССР, работала под руководством Н. Д. Папалекси и М. А. Леонтовича. В 1949 году Н. А. Ирисова вместе с Н. Г. Басовым, М. Е. Жаботинским, А. И. Барчуковым и В. Г. Веселаго, вошла в состав группы А. М. Прохорова. Группа была создана для разработок в новой научной области — радиоспектроскопии. Так же Н. А. Ирисова участвовала в качестве заведующего сектором Лаборатории колебаний ФИАН СССР в создании измерителей молекулярных спектров поглощения для подбора активных сред первого квантового усилителя — мазера.
В 1951 году Н. А. Ирисова защитила кандидатскую диссертацию по теме: «Стабилизация частоты стандартного 3-сантиметрового клистрона спектральной линией газа». В 1981 году Н. А. Ирисова защитила докторскую диссертацию по теме: «Субмиллиметровая монохроматическая лов-спектроскопия твёрдых тел» и ей было присвоено звание профессора.
В 1980 году «за создание субмиллиметровой спектроскопии на основе ламп обратной волны» Н. А. Ирисова была удостоена — Государственная премия СССР в области науки и техники
С 1980-х годов помимо основной деятельности в ИОФАН СССР, Н. А. Ирисова консультировала и преподавала в институтах города Саратова. Она много сделала для становления Центрального НИИ измерительной аппаратуры в городе Саратове, постоянно участвовала в проводимых в этом институте отраслевых совещаниях и конференциях. Н. А. Ирисова входила в учёный совет Саратовского государственного университета имени Н. Г. Чернышевского по защите докторских диссертаций.
В последние годы Н. А. Ирисова помимо научной работы в должности ведущего научного сотрудника, выполняла с большой ответственностью и обязанности учёного секретаря диссертационного совета ИОФАН.

## Основные работы

### Публикации
- Ирисова Н. А. О применении сетчатых элементов в квазиоптике миллиметрового и субмиллиметрового диапазонов : (Доклад на 3 Коллоквиуме по микроволновым линиям связи. Будапешт, 1966 г.) / Н. А. Ирисова, Е. А. Виноградов ; Физ. ин-т им. П. Н. Лебедева АН СССР. Лаборатория колебаний. — Москва : 1966 г. — 7, 4 с.
- Ирисова Н. А. Доклады на III Всепольской конференции по радиоспектроскопии и квантовой электронике. Познань — Москва : 1968 г. — 1 т.
- Ирисова Н. А. Спектроскопия субмиллиметрового диапазона / Н. А. Ирисова. Резонансное поглощение некоторых ионов при температуре жидкого гелия в диапазоне длин волн 1-2,6 мм. / Е. А. Виноградов, Н. А. Ирисова, Т. С. Мандельштам и др. — 1968 г. — 8, 5 с.
- Ирисова Н. А. Субмиллиметровый монохроматический спектрометр с управлением от мини ЭВМ / В. П. Быстров, Н. А. Ирисова, Г. В. Козлов [и др.]. — Москва : 1974 г. — 9 с.
- Ирисова Н. А. Дисперсия диэлектрической проницаемости дигидрофосфата калия в субмиллиметровом диапазоне волн / А. А. Волков, Н. А. Ирисова, Г. В. Козлов, Ю. В. Шалдин. — Москва : 1974 г. — 5 с.
- Ирисова Н. А. Резонансный метод измерения комплексных коэффициентов отражения непрозрачных материалов в субмиллиметровом диапазоне волн / А. А. Волков, Н. А. Ирисова, Г. В. Козлов. — Москва : 1974 г. — 10 с.
- Ирисова Н. А. Получение видимого изображения ИК-СВЧ излучения с помощью термочувствительных люминофоров / А. П. Бажулин, Е. А. Виноградов, Н. А. Ирисова [и др.]. — Москва : 1975 г. — 26 с.
- Ирисова Н. А. Особенности спектроскопии малопрозрачных образцов в субмиллиметровом диапазоне волн / А. А. Волков, Н. А. Ирисова, Г. В. Козлов, И. М. Чернышёв. — Москва : 1975 г. — 8 с.
- Ирисова Н. А. Вращательный спектр молекулы Н₂¹⁶О в сверхзвуковых потоках разреженного водяного пара / Е. Д. Булатов, Е. А. Виноградов, Н. А. Ирисова [и др.]. — Москва : 1978 г. — 32 с.
- Ирисова Н. А. Субмиллиметровая монохроматическая лов-спектроскопия твёрдых тел. Создание метрики, проведение исследований / Москва, 1981 г. — 64 с.

### Патенты
- Дятлова Н. М. Квазиоптическая кювета • патент 1187026
- Дятлова Н. М. Согласующее покрытие • патент 1228061
- Дятлова Н. М. Способ определения фазового разбаланса двухлучевого интерферометра свч — ик диапазонов • патент 1237992
- Дятлова Н. М. Спектрометр для измерения поглощения электромагнитного излучения жидкостью • патент 1432394
- Дятлова Н. М. Способ измерения поглощения электромагнитного излучения жидкостью • патент 1469397

## Награды
- Орден Знак Почёта (1975)

### Премии
- Государственная премия СССР в области науки и техники (1980 — «за создание субмиллиметровой спектроскопии на основе ламп обратной волны»)